# Georges de Porto-Riche

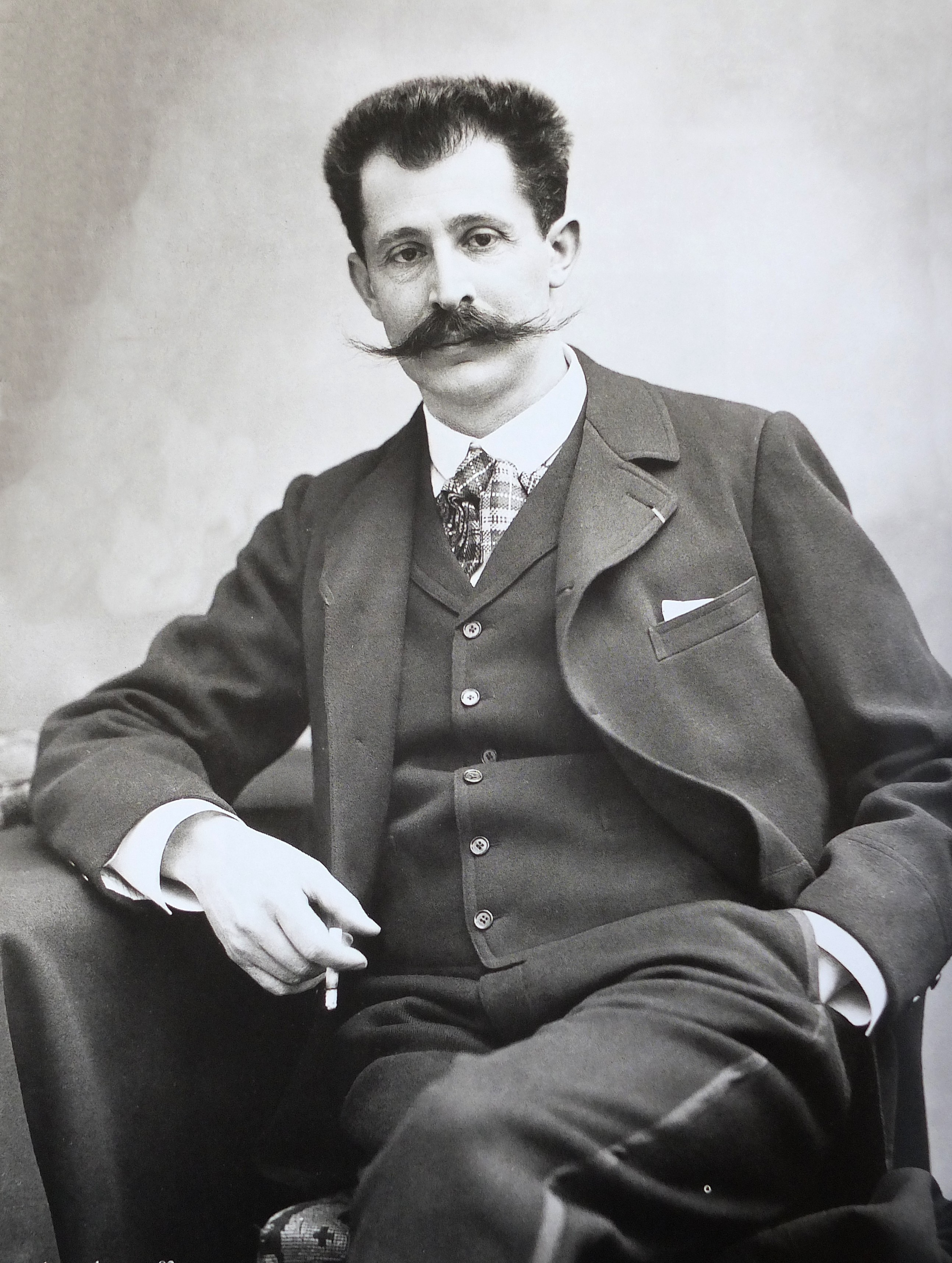
Georges de Porto-Riche. Fotografie von Nadar (1895)

Georges de Porto-Riche (* 20. Mai 1849 in Bordeaux; † 5. September 1930 in Paris) war ein französischer Dramatiker und Romancier. Er gilt als Initiator des modernen Théâtre d'amour, eine thematisch bestimmte Richtung französischer Theaterstücke vor dem Ersten Weltkrieg, in deren Mittelpunkt jeweils die Liebe stand. Andere Vertreter des Théâtre d'amour waren etwa Henry Bataille und Henry Bernstein.

## Leben und Werk

### Jugend und frühe schriftstellerische Versuche

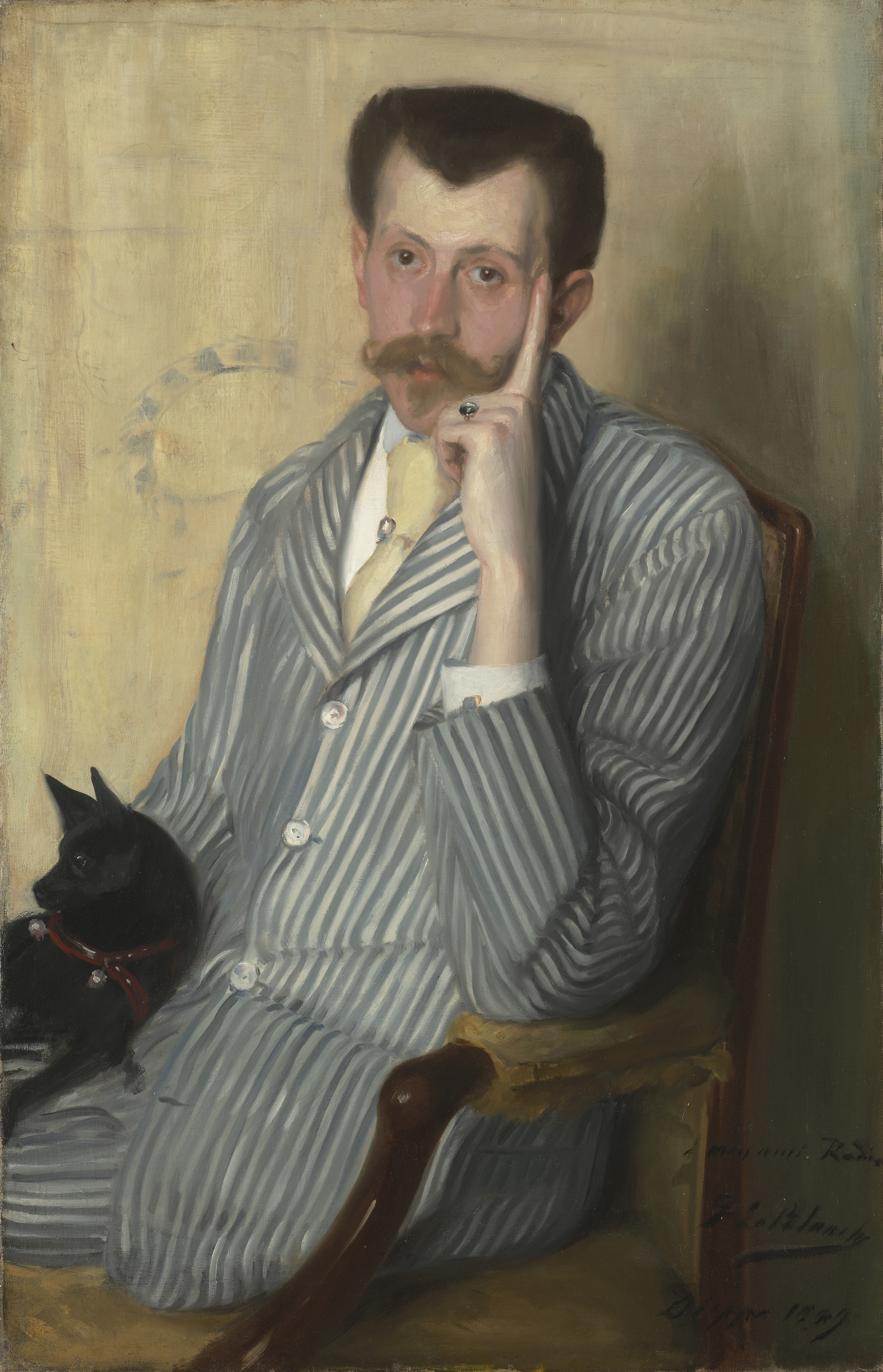
Jacques-Émile Blanche: Georges Porto-Riche (1889)

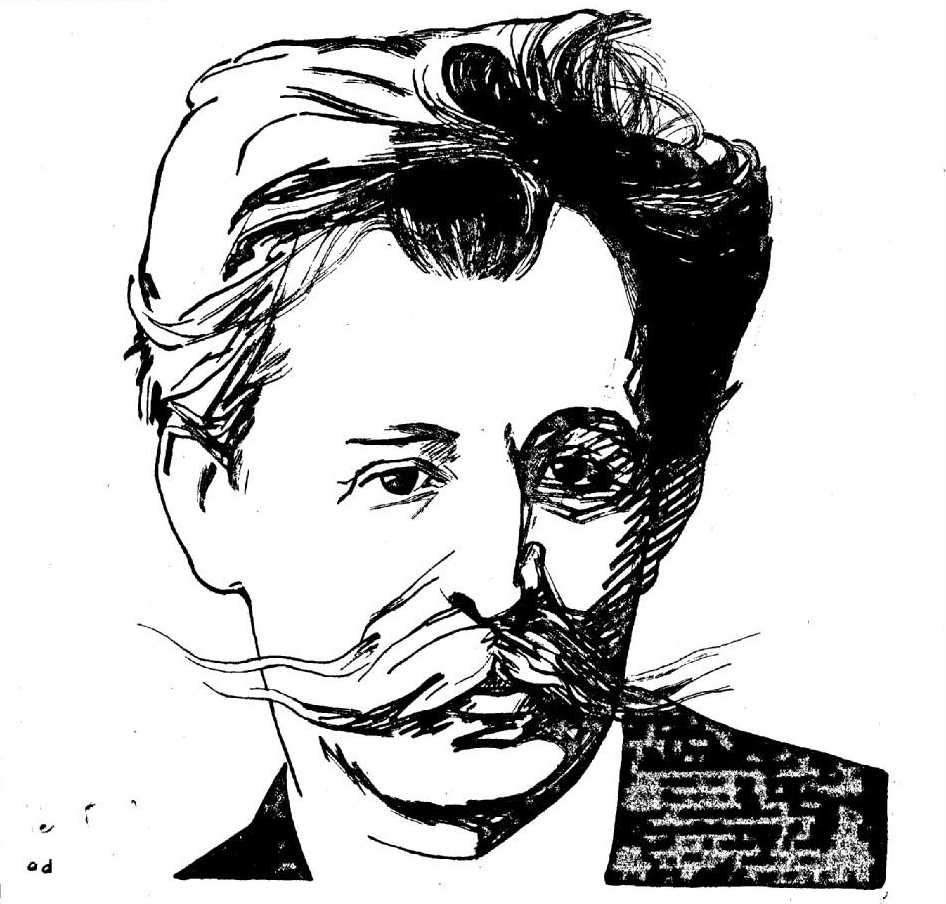
Georges de Porto-Riche, gezeichnet von Aristide Delannoy (1910)

Porto-Riche wurde als Sohn eines Wechselhändlers in eine assimilierte jüdische Familie geboren, die ursprünglich aus Italien stammte. Während seiner Kindheit lebte er sieben Jahre mit der Familie in Valparaíso, von wo sein Vater ruiniert nach Frankreich zurückkehrte. Allerdings erwarb der Vater bis zum Ende des Zweiten Kaiserreichs als Verwalter der Bouffes-Parisiennes und mit anderen Geschäften wieder einiges Vermögen. In Frankreich lebte Georges de Porto-Riche zunächst in einem Internat bei Paris. 1865 begann er eine Banklehre, die er aber unterbrach, um 1867 das Abitur abzulegen. Auf Wunsch seines Vaters begann er daraufhin ein Jurastudium, vernachlässigte dies aber bald zu Gunsten der Literatur. Als Anhänger der Commune saß er im Mai 1871 für einige Wochen im Gefängnis.
Ermutigt von Théophile Gautier und offensichtlich beeinflusst von Victor Hugo veröffentlichte Porto-Riche 1872 einen ersten Gedichtband. Mit Hilfe seines Vaters erreichte er 1873 die erste Aufführung eines Einakters. 1875 gelang ihm mit seinem Versdrama über Philipp II. mit Bühnenmusik von Jules Massenet ein Achtungserfolg. Aber nachdem 1878 noch einmal zwei seiner Dramen zur Aufführung kamen, jedoch ohne jede Resonanz blieben, publizierte er bis 1888 nichts mehr. Später unterband er Neuauflagen seiner frühen Arbeiten.

### Das „Théâtre d'amour“

Illustration zu La Chance de Françoise in der Revue Illustrée (1885)

Porto-Riche überwarf sich 1879 durch die Heirat einer zehn Jahre jüngeren Cousine mit seiner Familie, knüpfte aber eine enge Freundschaft zu Guy de Maupassant. Er führte ein Bohème-Leben und bot seine Manuskripte meist vergeblich verschiedenen Theatern zur Aufführung an. Sein Durchbruch gelang ihm 1888 mit dem bereits fünf Jahre zuvor geschriebenen La Chance de Françoise im Théâtre Libre von André Antoine. Dieses Stück widersprach in seiner Konzeption sowohl traditionellen wie auch naturalistischen Vorstellungen. Porto-Riche verzichtete dabei sowohl auf eine Handlung im konventionellen Sinne als auch auf eine Charakterisierung der Figuren. Das einzige Thema stellte stattdessen die Liebe dar, deren Wesen insbesondere von der weiblichen Hauptfigur psychologisiert wurde. Die von langen Perioden des Schweigens unterbrochenen Dialoge ähnelten dem symbolistischen Drama.
Vor allem in den 1890er Jahren feierte Porto-Riche große Bühnenerfolge. Seine Stücke L’Infidèle (1890) und vor allem Amoureuse (1891) galten mit ihrer naturalistischen und psychologischen Darstellung von Dreiecksbeziehungen („ménage à trois“) von Ehemann, Ehefrau und deren Liebhaber und ihrer vergleichsweise deutlichen Thematisierung von Sexualität als wegweisend und fanden viele Nachahmer. Seine späteren Dramen nahmen dabei die Abstraktion wieder zu Gunsten konventioneller dramatischer Mittel zurück. Porto-Riches großes Thema war aber stets die Liebe. Als Sammlung Théátre d'amour (1928) füllen seine Stücke vier Bände und beschäftigen sich immer wieder mit Paarbeziehungen und ihren Problemen.
Die Porto-Riches führten einen Salon, in welchem Persönlichkeiten wie Maupassant, Eleonora Duse, Gabriele D’Annunzio und Paul Hervieu verkehrten. Mit Léon Blum verband Porto-Riche eine auch politische Freundschaft und ein gemeinsames Engagement für Alfred Dreyfus. Durch die Vermittlung Blums und Jean Jaurès wurde Porto-Riche 1906 zum Direktor der Bibliothèque Mazarine ernannt. Er war Grand officier de la Légion d’honneur und wurde 1923 in die Académie française gewählt. Da er aber nicht bereit war, die vorgeschriebene Laudatio auf seinen Vorgänger Ernest Lavisse zu halten, wurde er nie offiziell aufgenommen.
Porto-Riche liegt zusammen mit seinem Sohn Marcel auf dem Meeres-Friedhof von Varengeville-sur-Mer begraben.

## Rezeption

Programm zur Aufführung von Amoureuse am Pariser Théâtre du Vaudeville am 24. März 1896 mit Réjane in der Hauptrolle

Porto-Riches „Théâtre d'amour“ irritierte zunächst Publikum und Kritik ob der Handlungsarmut und Thematik. Der Kritiker Francisque Sarcey etwa sprach von „insanité“. Henri de Bornier schlug für Amoureuse als neuen Titel „Hystérique“ vor. Der große Publikumserfolg etwa von Amoureuse, der wohl nicht zuletzt auf die Leistungen der Schauspielerin Réjane (Gabrielle Charlotte Réjus) in der weiblichen Hauptrolle zurückzuführen war, stimmte die Kritik allerdings zunehmend freundlich. Auch die literaturhistorische Bedeutung des Stückes wurde anerkannt. Auf der anderen Seite zog Porto-Riche auf Grund seiner Liebeskonzeption und seines Engagements in der Dreyfus-Affäre die scharfe Kritik konservativer Kreise auf sich, die im Fall der Action française auch dezidiert antisemitisch gefärbt war.

Szenenbild aus dem Programm zur Aufführung von Amoureuse vom 24. März 1896

Das Provokante an dem Theater Porto-Riches bestand einerseits in der für die damalige Zeit unverblümten Thematisierung der Sexualität und andererseits in dem Angriff auf die Ehe als zentraler Institution der bürgerlichen Gesellschaft. Leon Blum etwa berief sich in seinem umstrittenen Essay Du Mariage (1907), in welchem er die Trennung von Ehe und Liebe forderte, explizit auf das „Théâtre d'amour“.
Auch in Deutschland war der Rezeption gemischt. Als Amoureuse, das von Theodor Wolff unter dem Titel Verliebt übersetzt worden war, am 10. Oktober 1903 am Deutschen Volkstheater aufgeführt wurde, schrieb Hermann Bahr: „Wunderbar, weil kaum irgend ein anderes die Stimmung dieser Generation, einer zugleich skeptischen und doch noch Leidenschaft verlangenden, ungläubigen und sehnsüchtigen, nihilistisch enttäuschten und romantisch verschwärmten, so traurig schön ausgedrückt hat. (...) Technisch kommt der Autor aus dem ersten Théâtre Libre und von Henry Becque her. Keine Handlung, keine Spannung, keine ‚Präparationen‘, keine ficelles, wie man damals höhnisch sagte, keine scène à faire, nichts mehr von diesem unerträglich und verächtlich gewordenen Metier des guten Onkel Sarcey. Sondern Menschen, alltäglich, wie wir sind, in ihren alltäglichen Gefühlen und ihrer alltäglichen Erscheinung vorgebracht.“ Arthur Eloesser hingegen bemerkte: „Er besingt nur die Tragödien der Herzen, die geopfert werden, die sich immer wieder zum Opfer anbieten und sich mit den Wunden ihrer Leidenschaft wie mit blutigen Rosen schmücken, er scheint zu sagen, daß nur noch die Frauen in einer durch keine Kultur zerstörten pflanzenhaften Natürlichkeit imstande sind, sich hinzugeben, daß nur sie noch die Gabe des höchsten Glückes und des tiefsten Unglücks empfangen können. Bei ihnen ist die Liebe die höchste, die einzige Angelegenheit des Lebens, während sie bei den Männern zu einer Episode geworden ist.“ „Deswegen,“ so fassten es die Sozialistischen Monatshefte 1930 in ihrem Nachruf zusammen, „weil Porto-Riche mehr von der erträumten als von der realistisch zu fassenden Frau dichtete, wurde er in unserer Zeit beinahe vergessen und nur noch von Schauspielerinnen bemüht, wenn sie in Verlegenheit um eine Bombenrolle waren.“
Bis in die 1930er Jahre wurden die Werke Porto-Riches zwar noch recht häufig aufgeführt. Nach dem Zweiten Weltkrieg galten sie indes eher als historische Zeitdokumente. Literaturhistorisch nimmt das „Théâtre d'amour“ dabei eine vermittelnde Position ein zwischen dem konventionellen Drama des 19. Jahrhunderts und den avantgardistischen Stücken, die nach dem Ersten Weltkrieg aufgeführt wurden. Der Einfluss Porto-Riches ist vor allem bei Paul Géraldy, Henry Bataille, Tristan Bernard, Édouard Bourdet und Sacha Guitry zu spüren, aber auch noch im Boulevardtheater der Gegenwart.

## Werke (Auswahl)
Lyrik
- Primo Verba. Gedichte, 1872
- Tout n'est pas rose. Gedichte, 1877

Prosa
- Pommes d'Ève. 1874
- Bonheur manqué, carnet d'un amoureux. 1889
- Quelques vers d'autrefois. 1915
- Anatomie sentimentale, pages préférées. 1920
- Veux-tu que je sois ta femme? Roman 1923
- Sous mes yeux. 1927

Theaterstücke
- Le Vertige. 1873
- Un drame sous Philippe II. 1875
- Les Deux Fautes. 1878
- Vanina. 1878
- La Chance de Françoise. 1888
- L'Infidèle. 1890
- Amoureuse. 1891
- Le Passé. 1897
- Les Malefilâtre. 1904
- Le Vieil homme. 1911
- Zubiri. 1912
- Le Marchand d'estampes. 1918
- Les Vrais Dieux. 1929

Werkausgabe
- Théâtre d'amour. 4 Bände, Paris 1926–1928.

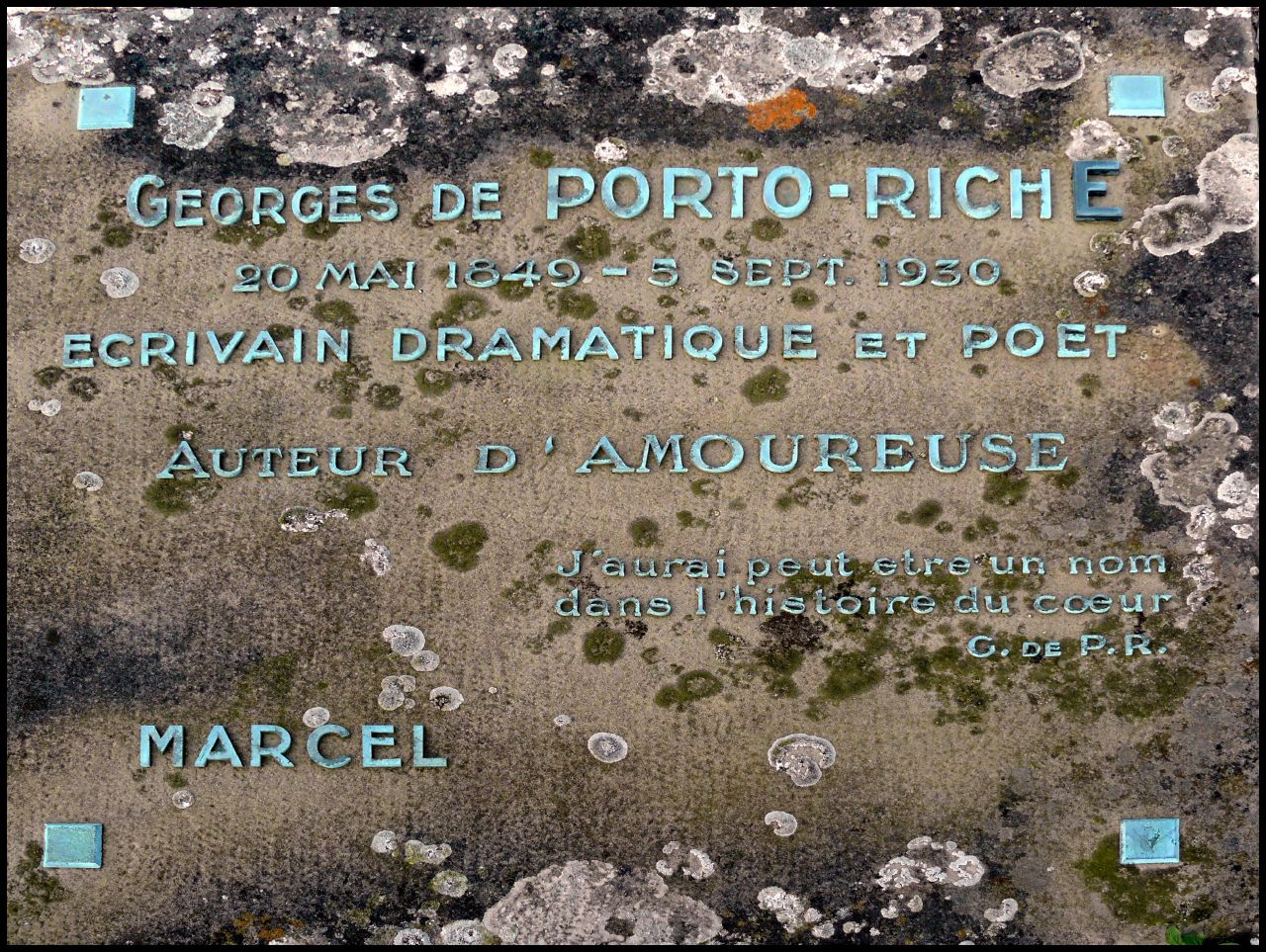
Grabstein in Varengeville-sur-Mer